# Phân cấp hành chính Nouvelle-Calédonie

Nouvelle-Calédonie được chia làm ba tỉnh:
- Tỉnh Sud (province Sud = tỉnh phía nam). Tỉnh lỵ: Nouméa. Dân số: 164.113 dân (2004).
- Tỉnh Nord (province Nord = tỉnh phía bắc). Tỉnh lỵ: Koné. Dân số: 44.596 dân (2004).
- Tỉnh Loyauté (province des îles Loyauté). Tỉnh lỵ: Lifou. Dân số: 22.080 dân (2004).

## Xã
1. Belep
2. Bouloupari
3. Bourail
4. Canala
5. Dumbéa
6. Farino
7. Hienghène
8. Houaïlou
9. L'Île-des-Pins
10. Kaala-Gomen
11. Koné
12. Kouaoua¹
13. Koumac
14. La Foa
15. Lifou
16. Maré
17. Moindou
18. Le Mont-Dore
19. Nouméa
20. Ouégoa
21. Ouvéa
22. Païta
23. Poindimié
24. Ponérihouen
25. Pouébo
26. Pouembout
27. Poum
28. Poya²
29. Sarraméa
30. Thio
31. Touho
32. Voh
33. Yaté

¹Gần đây được chia từ Canala

²Vị trí nằm trên hai tỉnh